# Distrito electoral de Lick Prairie (Illinois)

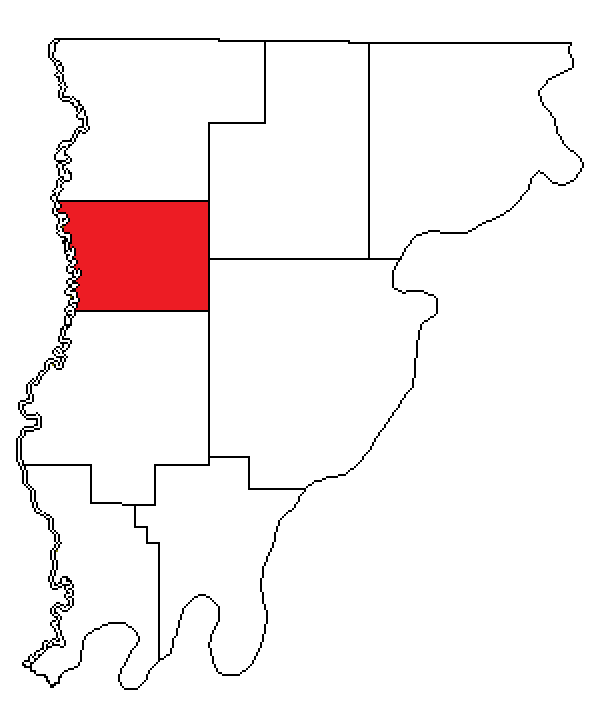
Imagen del condado

Lick Prairie (en inglés: Lick Prairie Precinct) es un distrito electoral ubicado en el condado de Wabash en el estado estadounidense de Illinois. En el Censo de 2010 tenía una población de 213 habitantes y una densidad poblacional de 3,96 personas por km².

## Geografía
Según la Oficina del Censo de los Estados Unidos, Lick Prairie tiene una superficie total de 53.77 km², de la cual 53.77 km² corresponden a tierra firme y (0%) 0 km² es agua.

## Demografía
Según el censo de 2010, había 213 personas residiendo en Lick Prairie. La densidad de población era de 3,96 hab./km². De los 213 habitantes, Lick Prairie estaba compuesto por el 98.12% blancos, el 1.88% eran afroamericanos, el 0% eran amerindios, el 0% eran asiáticos, el 0% eran isleños del Pacífico, el 0% eran de otras razas y el 0% pertenecían a dos o más razas. Del total de la población el 1.88% eran hispanos o latinos de cualquier raza.